# مير مشرف حسين
مير سيد مشرف حسين (البنغالية: মীর মুশাররফ হুসাইন মীर মুশ্ফ হুসইন ؛ 13 تشرين الثاني 1847 - 19 كانون الأول 1911 م) كان كاتبًا وروائيًا وكاتب مسرحي وكاتب مقالات بنغاليًا . يُعتبر أول كاتب رئيس ظهر من المجتمع الشيعي في البنغال، وأحد أفضل كتاب النثر في اللغة البنغالية على الإطلاق. يُعد كتابه الضخم بيشاد شيندو (محيط الحزن) من الكلاسيكيات الشهيرة بين القراء البنغاليين.

## الحياة المهنية
بينما كان مشرف حسين لا يزال طالبًا، عمل كمراسل صحفي لصحيفة سانجباد برابهاكار (1861) وجرام بارتا بروكاشيكا [الإنجليزية] (1863). بدأت مسيرته الأدبية هنا.

### المسيرة الأدبية
أعظم ما أبدع سيد مير مشرف حسين هو بيشاد شندو، الذي يصور قصة استشهاد الحسن والحسين في كربلاء. كان من أوائل الكتاب الشيعة الذين ظهروا في الهند الاستعمارية البريطانية. تشمل أعماله الأخرى جاميدار دربات (تأملات حول الزمندار)، وهي مسرحية عن محنة عامة الناس في ظل حكم الزمندار (ملاك الأراضي الذين نصبتهم الحكومة الاستعمارية البريطانية) ونضالهم ضدهم.
أُدرجَت أعماله الأدبية في المناهج الدراسية على مستوى المدرسة والثانوية والثانوية العليا ومستوى التخرج في الأدب البنغالي في بنغلاديش.[بحاجة لمصدر] كتب مير مشرف حسين كتابه "جاميدار داربان" عن خلفية انتفاضة الفلاحين ضد ملاك الأراضي في سيراج جانج 1872-1873. لقد أبدى دائمًا اهتمامًا نشطًا بالحياة اليومية لمواطنيه. ساعد روشان علي شودري في نشر مجلة كوهينور [الإنجليزية] الشهرية.

## الحياة الشخصية
في عام 1865 تزوج من عزيزان نيسا. زوجته الثانية كانت بيبي كلثوم وتزوجها في عام 1874. توفي في 19 كانون الأول 1911 م.

## الأعمال

### الروايات
- روتنبوتي (14 أغسطس 1869)
- محيط الحزن (1885-1891) تُرجم أيضًا إلى الإنجليزية باسم محيط الحزن ونُشر في عام 2016[8] في 3 مجلدات:

1. محرم (مايو 1885)
2. أودهار (الإنقاذ) (أغسطس 1887)
3. يزيد - (مقتل يزيد) (مارس 1891)

- كلمات قلب المسافر الحزين (أغسطس 1890) - رواية سيرة ذاتية
- تهمينة (يناير-أبريل 1897) - متسلسلة في جريدة الحافظ الشهرية

### الدراما
- باسانتاكوماري (1873)
- جاميدار داربان (1873)
- بهولا جيتافينويا (1889)
- نيوتي كي أبونتي (1898)
- غازي مير بوستاني

### الشِعر
- جسر جوراي أو جوري سيتو (1873)

### المقال
- جوجيبون

### السيرة الذاتية
- عمار جيبوني (السيرة الذاتية)
- بيبي كلثوم

### أخرى
- عزيزان نهار
- غازي ميار بوستاني
- باجيمات
- بيبي خودجار بيباهو
- حضرة عمرر دارمو جيبون لابه
- مسلمانير بنغالي شيخيا-1
- مسلمانير بنغلاديش شيخيا-2

## روابط خارجية
- أعمال بواسطة مير مشرف حسين في المكتبة المفتوحة على أرشيف الإنترنت